# Cementerio del Este (Asunción)
El Cementerio del Este es un cementerio abierto al público ubicado en el barrio Ytay de Asunción, Paraguay. Cuenta con 20.000 lotes, 3.000 panteones y una superficie de 18 hectáreas (44 acre), siendo así el cementerio más grande de la ciudad de Asunción. En él se encuentran las tumbas de algunos personajes importantes de la historia reciente del Paraguay. 

## Historia
El Cementerio del Este fue inaugurado en el año 1965 durante el gobierno de Alfredo Stroessner, como una nueva necrópolis que serviría para descongestionar los otros cementerios de la ciudad de Asunción que ya se encontraban muy saturados.

## Personajes ilustres
Algunos personajes destacados que se encuentran enterrados en este cementerio son:
- Carlos Colombino (destacado artista plástico, arquitecto, escritor y gestor cultural paraguayo; fundó varios museos y centros culturales como: el Museo del Barro, el Museo del Mueble Paraguayo en Areguá, el Centro Cultural Manzana de la Rivera, el Museo de Oro y Plata del Paraguay, la Casa Museo Cabañas en Caapucú y el Museo de Arte Contemporáneo de Concepción y Norte)[4][5][6]